# Bromethen
Bromethen ist eine chemische Verbindung aus der Gruppe der aliphatischen ungesättigten Halogenkohlenwasserstoffe und organischen Bromverbindungen.

## Geschichte
Bromethen wurde 1835 von Henri Victor Regnault entdeckt und zum ersten Mal beschrieben.

## Gewinnung und Darstellung
Bromethen kann durch Reaktion von Ethin mit Bromwasserstoffsäure mithilfe von Quecksilber(II)-bromid gewonnen werden, wobei auch 1,1-Dibromethan entsteht.
{\displaystyle \mathrm {C_{2}H_{2}+HBr\ {\xrightarrow[{HgBr_{2}}]{200\;^{\circ }C}}\ C_{2}H_{3}Br+{(CH_{2}Br)}_{2}} }
Weiterhin kann es durch Reaktion von 1,1-Dibromethan mit 1,2-Dibromethan (die beide bei der Reaktion von Ethen mit Brom entstehen) und anschließende Reduktion mit Kalilauge dargestellt werden.
{\displaystyle \mathrm {{(CH_{2}Br)}_{2}+C_{2}H_{4}Br_{2}\ {\xrightarrow {KOH}}\ C_{2}H_{3}Br} }

## Eigenschaften

### Physikalische Eigenschaften
Bromethen ist ein farbloses Gas, das bei Normaldruck bei 15,7 °C siedet. Die molare Verdampfungsenthalpie beträgt 24,8 kJ·mol−1. Die Dampfdruckfunktion ergibt sich nach Antoine entsprechend
{\displaystyle \log _{10}\left(P(T)/{\text{bar}}\right)\;=\;A-{\frac {B}{T+C}}\qquad {\text{mit}}\qquad {\begin{cases}A=4{,}36869\\B=1219{,}308~{\textrm {K}}\\C=-9{,}129~{\textrm {K}}\end{cases}}}
im Temperaturbereich von 185,7 K bis 289 K. Festes Bromethen schmilzt bei −138 °C.

### Chemische Eigenschaften
Bromethen ist chemisch instabil und kann spontan (unter Lichteinfluss) polymerisieren, es kommt deshalb in Druckgasflaschen in verflüssigter Form zum Teil versetzt mit Stabilisatoren in den Handel. Es ist nur geringfügig löslich in Wasser, jedoch löslich in Ethanol, Aceton, Benzol, Ether und Chloroform.
Unter bestimmten Bedingungen lagert es verschiedene einfache Verbindungen an, so zum Beispiel Halogenwasserstoffsäuren.
Mit Diazomethan vereinigt es sich zu Pyrazolhydrobromid:
{\displaystyle \mathrm {CH_{2}N_{2}+C_{2}H_{3}Br\longrightarrow C_{3}H_{5}N_{2}Br} }

### Sicherheitstechnische Kenngrößen
Bromethen bildet leicht entzündliche Dampf-Luft-Gemische. Der Explosionsbereich liegt zwischen 5,6 Vol.‑% (249 g/m3) als untere Explosionsgrenze (UEG) und 13,5 Vol.‑% (600 g/m3) als obere Explosionsgrenze (OEG). Die Zündtemperatur beträgt 500 °C. Der Stoff fällt somit in die Temperaturklasse T1.

## Verwendung
Bromethen wird als flammhemmendes Monomer für Copolymere bei der Polymerisation zu synthetischen Fasern verwendet (z. B. von Polyvinylbromid) und als Alkylierungreagenz bei organischen Synthesen.

## Sicherheitshinweise
Bromethen ist aufgrund seines dem Vinylchlorid analogen Metabolismus, des genotoxischen Potentials und der positiven Kanzerogenitätstests an Ratten als krebserzeugend eingestuft.